# Lorenz Hemicker
Lorenz Hemicker (* 27. Juli 1978 in Gummersbach) ist ein deutscher Journalist.

## Leben
Lorenz Hemicker wuchs in Kierspe auf. Zu schreiben begann er während seines Wehrdienstes bei der Luftwaffe. Anschließend studierte er an der RWTH Aachen zunächst Architektur, dann Kommunikationswissenschaften, Politische Wissenschaft und Volkswirtschaftslehre. Parallel dazu arbeitete er für die Kölnische Rundschau.
2008 wurde Hemicker Chef vom Dienst des sicherheitspolitischen Monatsmagazins „loyal“. 2014 wechselte er zur Frankfurter Allgemeinen Zeitung (F.A.Z.). Dort war er als Redakteur vom Dienst für die Nachrichtensteuerung verantwortlich. 2017 trat er in die politische Redaktion der F.A.Z. ein.
Seit 2023 ist Hemicker als Chef vom Dienst von FAZ.NET mit der digitalen Transformation der F.A.Z befasst. Daneben ist er weiterhin als Autor tätig.

## Auszeichnungen
2020 erhielt Hemicker gemeinsam mit seinem Kollegen Andreas Krobok den sicherheitspolitischen Medienpreis Goldener Igel für die Reportage Hunderttausend Tonnen gegen den Terror.

## Schriften
- Mein Großvater, der Täter. Eine Spurensuche. Rowohlt Berlin Verlag, Berlin 2025, ISBN 978-3-7371-0217-9.